# 홍길동전 (비디오 게임)
《홍길동전》은 1993년에 대한민국의 게임 회사인 에이플러스에서 만든 롤플레잉 게임이다. 당시에는 한글로 된 게임이 매우 적었기 때문에 한글로 되어 있다는 것도 이 게임의 특징이라 할 수 있다.
줄거리는 허균의 소설 《홍길동전》을 바탕으로 하였는데 각색이 많이 되어 있다.
전투는 당시 일본식 롤플레잉 게임의 전형적인 방식인데, 턴제가 아니고 실시간이었다. 동료가 없이 주인공 혼자로 진행하는 게임이라 비교적 단조로웠다.
이 게임에는 미로가 많이 등장한다는 특징도 있다.